# Ragréage
Dans le bâtiment, le ragréage est l'opération consistant à mettre un enduit de finition sur une surface maçonnée brute, neuve ou restaurée dans le but de l'aplanir.
Elle s'appuie sur des mortiers (prêts à gâcher) qui rattrapent les imperfections et les dénivelés. Après ponçage la surface peut alors être mise en peinture. On effectuera par exemple un ragréage autour des baies, après le placement des châssis, pour refermer l'enduit jusqu'aux huisseries. On utilise aussi le terme de resserrage pour cette opération.
Le terme de rebouchage est plutôt réservé aux opérations sur des enduits anciens dégradés. 